# San Isidro Kilómetro Catorce
San Isidro Kilómetro Catorce är en ort i Mexiko.   Den ligger i kommunen Tizimín och delstaten Yucatán, i den östra delen av landet, 1 200 km öster om huvudstaden Mexico City. San Isidro Kilómetro Catorce ligger 13 meter över havet och antalet invånare är 185.
Terrängen runt San Isidro Kilómetro Catorce är mycket platt. Runt San Isidro Kilómetro Catorce är det glesbefolkat, med 16 invånare per kvadratkilometer. Närmaste större samhälle är Kantunilkin, 19,4 km öster om San Isidro Kilómetro Catorce. I omgivningarna runt San Isidro Kilómetro Catorce växer i huvudsak städsegrön lövskog.